# یوستینا کوالچیک
یوستینا کوالچیک (انگلیسی: Justyna Maria Kowalczyk-Tekieli؛ زادهٔ ۱۹ ژانویهٔ ۱۹۸۳) اسکی‌باز صحرانوردی اهل لهستان است.